# Barilari (álbum)
Barilari es el primer álbum de la banda del mismo nombre liderada por Adrián Barilari, lanzado en 2003 por NEMS Enterprises.
Este álbum debut tuvo dos versiones, una en castellano, y la segunda en inglés, la cual fue mayormente comercializada en Europa y Japón. Músicos del grupo Nightwish colaboraron con Barilari para este disco (Sami Vänskä, Jukka Nevalainen, Emppu Vuorinen), al igual que Jens Johansson, tecladista de Stratovarius.

## Lista de temas (Argentina)
1. Amo de la Oscuridad (Barilari - Ledesma)
2. Trae Tu Amor (Barilari - Telis)
3. Lenguas de Fuego (Barilari - Johansson)
4. Y las Sombras Quedarán Atrás (Gudiña - D'Medio)
5. Principio y Fin (Barilari - Telis)
6. Dueño de un Sueño (Barilari - Tuumainen - Vuorinen)
7. Verte Sonreír (Barilari - Ledesma)
8. La Gran Victoria (Barilari - Telis)
9. Destructor (Barilari - Ledesma)
10. Recuerdo en la Piel (Barilari - Vuorinen)
11. Stargazer (Astrónomo) (Dio - Blackmore)

## Lista de temas (España)
1. Amo de la Oscuridad (Barilari - Ledesma)
2. Trae Tu Amor (Barilari - Telis)
3. Lenguas de Fuego (Barilari - Johansson)
4. Y las Sombras Quedarán Atrás (Gudiña - D'Medio)
5. Principio y Fin (Barilari - Telis)
6. Dueño de un Sueño (Barilari - Tuumainen - Vuorinen)
7. Verte Sonreír (Barilari - Ledesma)
8. La Gran Victoria (Barilari - Telis)
9. La Leyenda del Hada y el Mago (Giardino)
10. Recuerdo en la Piel (Barilari - Vuorinen)
11. Stargazer (Astrónomo) (Dio - Blackmore)

## Lista de temas (Internacional)
1. Master of the Dark
2. Bring Your Love
3. The Legend of the Wizard an the Fairy
4. Raindrops of Fire
5. The Shadows Will Remain Behind
6. Beginning and End
7. Owner of a Dream
8. See You Smile
9. Recuerdo en la Piel
10. Your Private Conquest
11. Stargazer (Astrónomo)

## Pistas adicional Japón
1. Destructor

## Músicos
- Adrián Barilari - voz
- Jens Johansson - teclados
- Daniel Telis - guitarra
- Gonzalo Ledesma - guitarra
- Sami Vänskä - bajo
- Jukka Nevalainen - batería
- Emppu Vuorinen - guitarra